# Sypna purpurata
Sypna purpurata là một loài bướm đêm trong họ Erebidae. Loài này được Warren miêu tả khoa học lần đầu tiên năm 1913.